# Казариново (Костромская область)
Казариново — железнодорожная станция в Буйском районе Костромской области. Входит в состав Центрального сельского поселения.

## География
Находится в западной части Костромской области на расстоянии приблизительно 22 км на запад-юго-запад по прямой от железнодорожного моста через Кострому в районном центре городе Буй на левобережье реки Кострома.

## История
Открыта была в 1918 году на железной дороге Данилов-Буй. Название получила в честь дворянки Е. Казариновой, которая в 1915 году безвозмездно дала землю под строительство железной дороги.

## Население
Постоянное население составляло 73 человека в 2002 году (русские 95 %), 26 в 2022.